# Конусови глави
„Конусови глави“ (на английски: Coneheads) е американска научнофантастична комедия от 1993 г. на режисьора Стив Барън, продуциран от Лорни Майкълс, по сценарий на Том Дейвис, Дан Акройд, Бони и Тери Търнър, и с участието на Дан Акройд, Джейн Къртин и Мишел Бърк. Филмът е базиран на комедийните скечове на предаването „Сатърдей Найт Лайв“. Премиерата на филма е на 23 юли 1993 г. от „Парамаунт Пикчърс“.